# Сестао
Сестао (шп. Sestao) град је у Шпанији у аутономној заједници Баскија у покрајини Бискаја. Према процени из 2017. у граду је живело 27 841 становника.

## Становништво
Према процени, у граду је 2017. живело 27 841 становника.
| 2017.  |
| ------ |
| 27.841 |